# BBC Studios
BBC Studios é uma empresa britânica de televisão e distribuição de televisão. É uma produtora comercial da BBC, sendo uma junção de departamentos de produção internos da antiga divisão da BBC Television, sendo produzido Comédia, Drama, Entretenimento e Música.
O estabelecimento formal da BBC Studios como entidade comercial ocorreu em abril de 2017. Em abril de 2018, a BBC Studios incluiu a divisão de distribuição internacional existente da BBC, BBC Worldwide, para torná-lo um distribuidor e produtor de programas alinhados com outros grandes conglomerados de estúdios multinacionais.

## História
BBC Studios teve empresa registrada em 27 de Fevereiro de 2015. Em setembro de 2015, o diretor geral da BBC, Tony Hall, anunciou uma proposta para dividir as unidades de produção internas da BBC para programação de televisão não noticiosa em uma separada A divisão da BBC Studios, que eventualmente, com a aprovação do BBC Trust como parte da próxima revisão do estatuto da BBC, seria gerada como uma subsidiária da BBC com fins lucrativos. Esta proposta permitiria que as unidades da BBC produzissem programas para outras emissoras e canais digitais como a distribuição da BBC Worldwide, além das propriedades públicas da BBC.
Como uma empresa com fins lucrativos, a BBC Studios teria permissão para pagar salários mais altos a seus executivos e talentos, e não mais enfrentaria escrutínio sobre eles, como fazia como uma entidade pública.
Em outubro de 2016, a BBC anunciou que planejava demitir 300 funcionários da divisão vistos como redundantes.
Em dezembro de 2016, a BBC Studios anunciou que havia alcançado um acordo com a Producers Alliance for Cinema and Television (PACT) em relação ao plano de licitação, declarando que ofereceria pelo menos 40% da "garantia interna" dentro de dois anos após a aprovação da transição. O BBC Trust aprovou posteriormente a criação dos estúdios da BBC como uma subsidiária comercial, com o processo a ser concluído em abril de 2017.
Em 29 de novembro de 2017, a BBC anunciou que a BBC Worldwide seria incorporada aos estúdios da BBC a partir de 1º de abril de 2018. A BBC afirmou que, ao lidar com a produção e as vendas de sua programação em uma unidade, melhoraria a eficiência e estaria de acordo com o "normas globais" de outras grandes empresas de mídia internacionais, e em 3 de Abril de 2018 a BBC Ventures Group Ltd. foi renomeado para BBC Studios Group Ltd. em seguina para BBC Studios.
A BBC Worldwide Ltd., que também foi renomeada para BBC Studios Distribution Ltd também em outubro de 2018.

## Canais de Televisão

Antigo logotipo da BBC Studios, usado até 2009.

| Canal              | País                                                                         |
| ------------------ | ---------------------------------------------------------------------------- |
| BBC America        | Estados Unidos                                                               |
| BBC Arabic TV      | Arábia Saudita                                                               |
| BBC Brit           | Polónia África do Sul                                                        |
| BBC Canada         | Canadá                                                                       |
| BBC Earth          | Mundo                                                                        |
| BBC Entretenimento | União Europeia                                                               |
| BBC First          | Austrália Bélgica Singapura Países Baixos China                              |
| BBC HD             | Reino Unido                                                                  |
| BBC Kids           | Reino Unido                                                                  |
| BBC Knowledge      | Polónia Hungria Roménia Turquia África do Sul Itália Nova Zelândia Austrália |
| BBC Lifestyle      | Polónia África do Sul                                                        |
| BBC UKTV           | Austrália Nova Zelândia                                                      |